# Serdar Hakan Öztaner
Serdar Hakan Öztaner ist ein türkischer Klassischer Archäologe.

## Leben
Serdar Hakan Öztaner begann 1992 das Studium der Klassischen Archäologie an der Universität Ankara, 1999 erhielt er den Magister mit einer Arbeit zum Nymphäum in Alexandria Troas, 2006 wurde er mit einer Dissertation zur Basilika in Magnesia am Mäander bei Orhan Bingöl promoviert. 1998 wurde er Assistent an der Universität Ankara, 2007 Hilfsdozent, 2014 Dozent und 2023 Professor für Klassische Archäologie.
Er hat an den Ausgrabungen im Smintheion in Chryse (Troas) (1993–2006, Leitung Coşkun Özgünel), Alexandria Troas (1993–1996), Capidava (1994), Klaros (1996–1997), Patara (1997), Salamis (1998–2012, Leitung Coşkun Özgünel), Magnesia am Mäander (2000–2001), Nysa am Mäander (2005), Zeugma (2008), Kaunos (2008–2009), Letoon (2009–2010) und Teos (2010–2012) teilgenommen. 2012 bis 2016 fungierte er als wissenschaftlicher Berater der Grabungen des Museums von Aydin in Nysa, seit 2017 leitet er die Ausgrabung von Nysa als Grabung der Universität Ankara.

## Veröffentlichungen (Auswahl)
- Alexandria Troas Nymphaionu. Magisterarbeit Universität Ankara 1999 (Digitalisat).
  - The Nymphaeum at Alexandria Troas. In: Die Troas. Neue Forschungen 3 (= Asia Minor Studien Bd. 33). Habelt, Bonn 1999, S. 27–36 (Digitalisat).
  - Alexandria Troas Nymphaionu. In: Idol 14, 2002, S. 6–10 (Digitalisat).
- Magnesiası Bazilikası (haçayak, kemer, sütun sistemleri). Dissertation Universität Ankara 2006 (Digitalisat).
  - Menderes Magnesiası Çarşı Bazilikası. In: Anadolu / Anatolia 31, 2006, S. 123–152 (Digitalisat).
  - La Basilique Civile de Magnésie du Méandre. In: Basiliques et agoras de Grèce et d’Asie mineure. 2012, S. 167–187 (Digitalisat).
- (Hrsg.): Nysa. A Dipolis on the Meander. Türkiye İş Bankası Kültür Yayınları, Istanbul 2022, ISBN 978-625-429-272-9.